# Kathna
Kathna és un riu de l'Índia a Uttar Pradesh. Neix a les muntanyes Moti-ka-Tal a 28° 20′ N, 80° 21′ E / 28.333°N,80.350°E i corre en direcció sud-est, entrant a la regió d'Oudh i seguint cap al sud-est fins a arribar al Gumti en el qual desaigua. No és navegable més que per petits bots.